# 苏家屯站
苏家屯站位于中国辽宁省沈阳市苏家屯区枫杨路1号，是沈大铁路上的特等站。车站为沈阳局集团管内最大的编组站，主要担当沈大、京哈（长春方向）、沈丹、苏抚铁路上下行直达、直通、区段、摘挂列车及沈阳铁路枢纽小运转列车的解体、编组任务，同时办理旅客乘降及货物到发业务。

## 历史

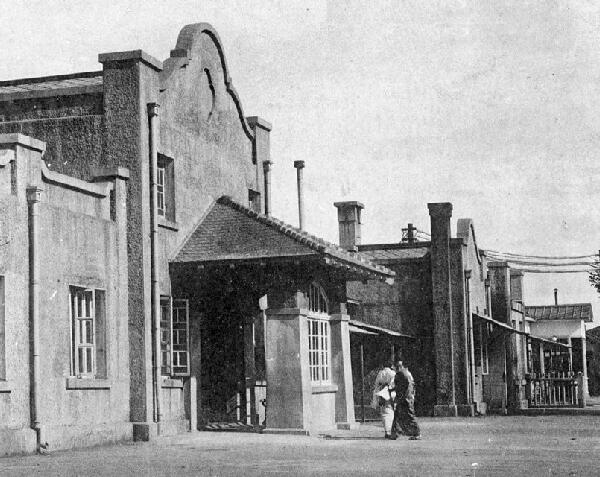
1938年，满洲国统治时期的蘇家屯駅

苏家屯火车站的历史最早开始于1903年（清光绪二十九年）。沙俄修筑的通往哈尔滨至大连的铁路通车之后，即在苏家屯和沙河（今林盛堡）建立火车站。当时离车站最近的屯叫“水鸭子屯”，就把车站定为“守嘎屯”，后音译为“苏家屯”。1905年日俄战争期间，沙俄军队放火烧毁苏家屯火车站。是年8月，日本以军事需要为由修筑了由安东（丹东）到沈阳的安奉铁路；同时将原沙俄修建的抚顺线（现苏抚铁路）起点站由浑河站改为本站:76:269。
1944年和1945年，美军飞机两次轰炸苏家屯火车站，逼迫日本军队投降。
1950年代铁路部门扩建站场，至1960年3月形成三级三场规模。1973建成下行到达场、下行调车场，1980年代又建成下行出发场，形成双向三级六场规模。
随着城市的发展和变迁，原有的火车站越发的破旧，遂于1998年拆除原来日俄时期修筑的火车站，新火车站于当年12月25日正式投入使用，1999年苏家屯站更名为沈阳南站。2010年1月28日起，沈阳南站复名苏家屯站。

## 车站结构
苏家屯编组站为路网性编组站，规模双向三级六场，分为上下行系统，每个系统各设有到达场、调车场和出发场。编组站南侧另设有苏家屯客场。

### 客场

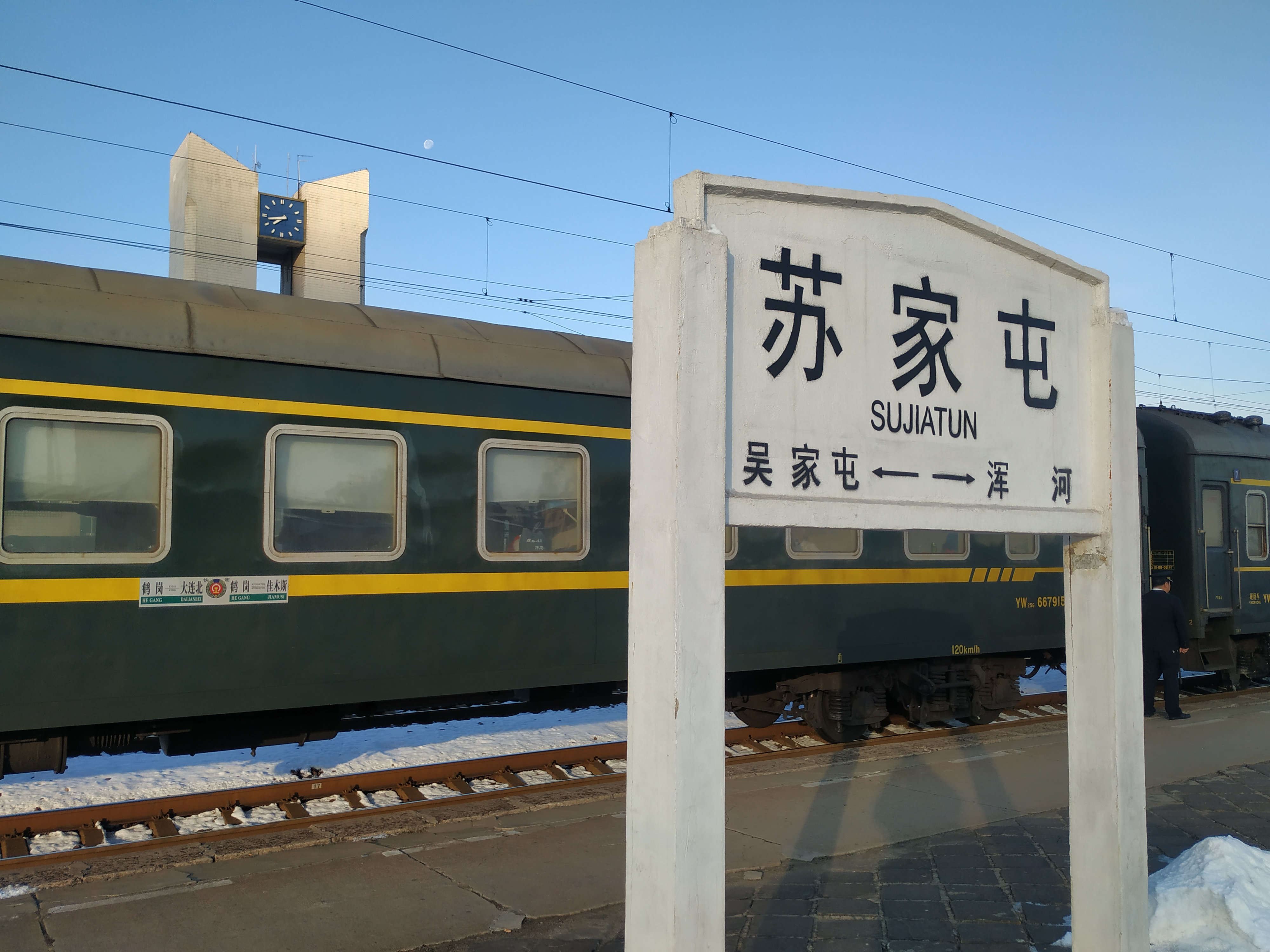
车站站牌

苏家屯站现有候车室大楼一座，供旅客候车使用；配楼两座，一座为车站行政楼和行李楼，另外一座为饭店。此外还有一座楼尚未竣工。
苏家屯客场内共有两座月台：一站台停靠车辆北向行驶至沈阳方向；二站台停靠车辆南向行驶至大连、丹东方向。
| 1 | 沈大铁路 | 苏北・浑河・沈阳・沈阳北方向   |
| 1 | 沈大铁路 | 沈阳・沈阳北・长春・哈尔滨方向 |
| 1 | 沈丹铁路 | 苏北・浑河・沈阳方向           |
| 2 | 沈大铁路 | 辽阳・海城・金州・大连方向     |
| 2 | 沈丹铁路 | 石桥子・本溪・凤城・丹东方向   |

## 周边
- 沈阳铁路陈列馆
- 劳动公园
- 汉庭快捷酒店
- 凤鸣香超市
- 老圈楼商场
- 大润发超市苏家屯店
- 苏家屯区解放小学
- 苏家屯区民主小学